# Guedera
Guedera (גדרה) est une municipalité israélienne située près de la ville de Rehovot. Elle est fondée en 1884 par un groupe de Bilouïm, émigrés en Terre d'Israël en 1882. Les fondateurs lui veulent une économie basée sur l'agriculture.
Ces Bilouïm, instruits à Jaffa, Jérusalem et Rishon LeZion comptent 9 jeunes gens et une jeune fille, qui occupent un premier temps une grotte aménagée, jusqu'à l'obtention des autorités ottomanes du permis leur permettant alors de construire des habitations en dur et une étable. Outre les problèmes économiques, les fondateurs de Guedera doivent faire face aux altercations fomentées par leurs voisins arabes ainsi qu'à l'antagonisme des Turcs.
Avec les grandes vagues d'aliyah des premières années de l'État d'Israël, Guedera devient vite une ville importante ayant développé ses activités agricoles et industrielles.

## Jumelage
- Valence (France) depuis 1997.